# JACK Quartet
Das JACK Quartet (auch kurz nur JACK) ist ein US-amerikanisches Streichquartett aus New York, das sich ab den 2010er Jahren international einen Namen machte. Sie sind ein Vertreter der zeitgenössischen Klassik und der Neuen Musik. 2021 wurde das Ensemble für ihr Album Lines Made by Walking für einen Grammy Award nominiert.

## Karriere
Gegründet wurde das Quartett 2005 von John Pickford Richards (Viola), Ari Streisfeld, Christopher Otto (beide Violine) und Kevin McFarland (Cello), die sich zwei Jahre zuvor als Studenten an der Eastman School of Music kennengelernt hatten. Der Name JACK Quartet setzt sich aus den Anfangsbuchstaben der Vornamen der vier Erstmitglieder zusammen. Streisfeld und McFarland verließen 2016 das Ensemble. Für sie kamen Violinist Austin Wulliman und Cellist Jay Campbell, der Name wurde aber beibehalten.
Die vier Musiker stehen in der Tradition von Ensembles wie dem Kronos Quartet und dem Arditti Quartet, bei denen sie auch studiert haben. In den Anfangsjahren steigerten sie ihre Bekanntheit in den USA und über Auftritte in renommierten Spielstätten wie dem Lincoln Center und der Carnegie Hall wurde man auch in Europa und anderen Teilen der Welt auf sie aufmerksam. In den 2010er Jahren folgten unter anderem Auftritte bei den Donaueschinger Musiktagen, den Wittener Tagen für neue Kammermusik, dem Lucerne Festival sowie in der Wigmore Hall in London, dem Muziekgebouw in Amsterdam, bei der Biennale in Venedig, in Japan, Mexiko und Indonesien. Sie arbeiten mit bekannten Komponisten der Neuen Musik wie Helmut Lachenmann, Iannis Xenakis, Georg Friedrich Haas und Matthias Pintscher zusammen, bringen ihre Werke zur Aufführung und haben zahlreiche Aufnahmen veröffentlicht.
Das Quartett ist nicht kommerziell ausgerichtet und engagiert sich auch in der Weitergabe ihrer musikalischen Erfahrung. Sie geben Workshops für Nachwuchsmusiker und Komponisten an US-amerikanischen Hochschulen und beteiligen sich an Veranstaltungen wie den Darmstädter Ferienkursen.
Besondere Aufmerksamkeit bekamen JACK 2021 mit ihrer Aufnahme von Lines Made by Walking des amerikanischen Komponisten John Luther Adams. In der Kategorie Beste Darbietung eines Kleinensembles wurden sie für eine Auszeichnung bei den Grammy Awards 2022 nominiert.

## Mitglieder
- John Pickford Richards, Viola
- Austin Wulliman, Violine (ab 2016)
- Christopher Otto, Violine
- Jay Campbell, Cello (ab 2016)

Ehemalige Mitglieder
- Ari Streisfeld, Violine (bis 2016)
- Kevin McFarland, Cello (bis 2016)

## Diskografie (Auswahl)
- Xenakis: Complete String Quartets (2009)
- Ligeti / Pintscher / Cage / Xenakis (Live, Wigmore Hall, London, 2012)
- Amy Williams: Crossings (2013)
- Thomson: Thaw (2013)
- Lachenmann: Complete String Quartets (2015)
- Adams: The Wind in High Places (2015)
- Rădulescu: Piano Sonatas & String Quartets, Vol. 1 (mit Stephen Clarke, 2016)
- Sabat: Harmony (2017)
- Bracing Change (2017)
- Laura Schwendinger: Quartets (2018)
- Du Yun: A Cockroach’s Tarantella (2020)
- Lee: Through the Mangrove Tunnels (mit Scott 2020)
- Adams: Lines Made by Walking (2020)
- Reynolds: Flight & Not Forgotten (2020)
- Christopher Otto: Rag’sma (2021)